# Culture javanaise
On appelle Javanais la partie de la population de l'île de Java en Indonésie dont la langue est le javanais. Géographiquement, le pays javanais est constitué par les provinces de Java central et Java oriental et la région de Cirebon dans la province de Java occidental. Historiquement, on considère que l'ancien sultanat de Banten (aujourd'hui une province) fait partie du monde javanais, bien que les habitants de cette province parlent aujourd'hui le soundanais, langue de la majorité des habitants de l'ouest de Java.
Les Javanais résument leur culture en quatre éléments : le batik (technique de teinture des textiles à la cire), le gamelan (orchestre de métallophones, dont les gongs), le keris (kris, arme cérémonielle) et le wayang (théâtre d'ombres).

## Le batik

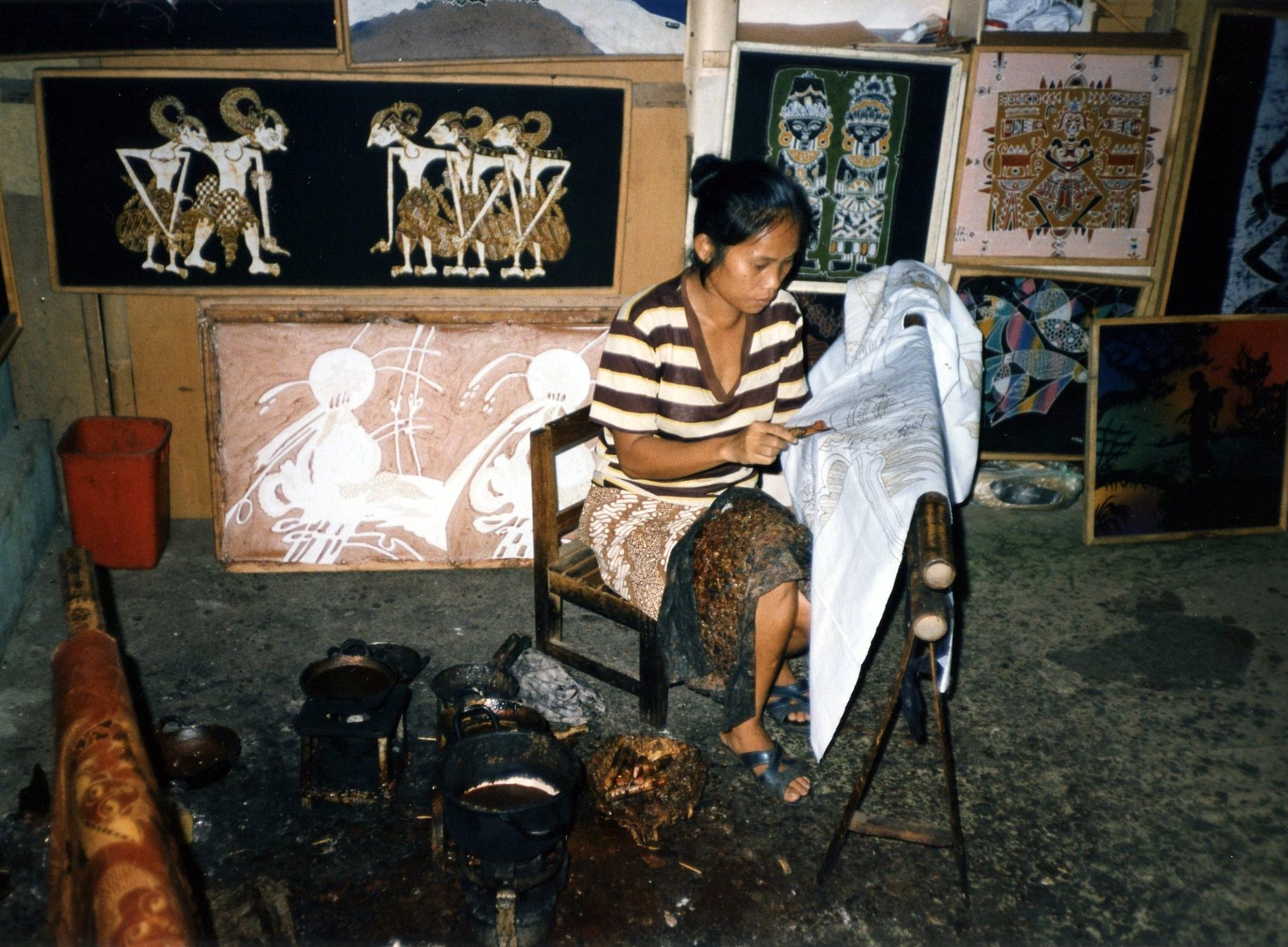
Fabrication d'un batik.

Le mot "batik" est d'origine javanaise. Il est l'aspect le plus connu de la culture javanaise, bien qu'on trouve cette technique ailleurs en Asie, notamment en Chine, en Inde et à Ceylan, et aussi au Moyen-Orient et en Afrique de l'Ouest. En Indonésie même, l'aire traditionnelle d'extension du batik couvre, outre Java, l'île voisine de Madura et les villes de Jambi et Palembang à Sumatra. À Java même, les styles les plus connus sont ceux, classiques, du centre de l'île à Surakarta et Yogyakarta, mais aussi ceux du Pesisir, dont les plus connus sont de Cirebon, Lasem et Pekalongan.

## Le gamelan

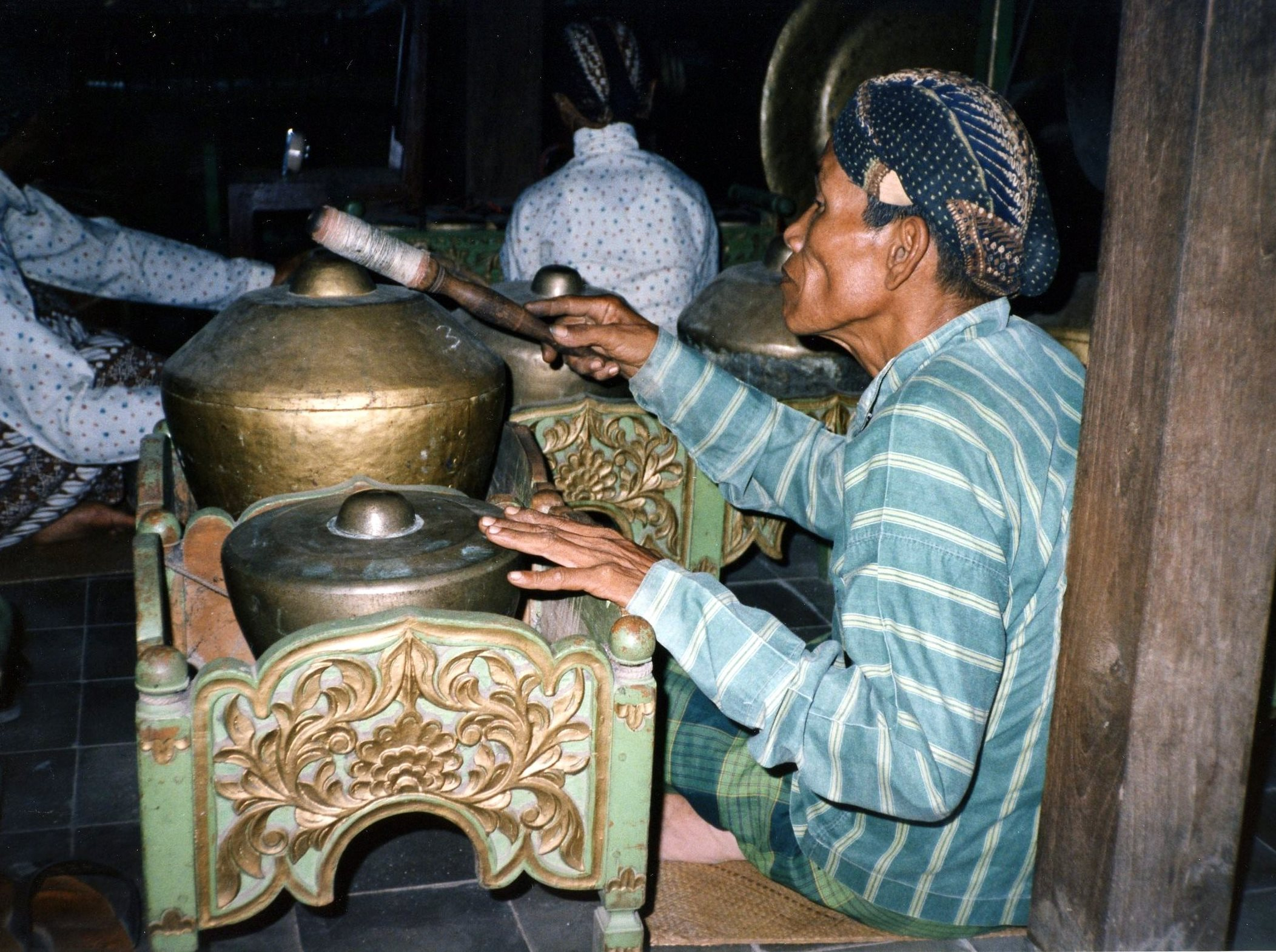
Joueur de gamelan.

La culture des gongs tirerait ses racines de la culture Dong Son au Viêt Nam (Xe-Ier siècle av. J.-C.), surnommée "culture des tambours de bronze". On a en effet retrouvé en Indonésie de nombreux objets de bronze similaires à ceux de Dong Son. Cette culture se caractérise notamment par des tambours rituels, dont le plus connu en Indonésie est la "Lune de Pejeng", conservée à Bali. L'orchestre gamelan est un ensemble d'instruments à percussions (le mot vient de gamel, un petit maillet) de lames ou de bulbes de bronze. On considère que l'élément central de cet orchestre est le gong. L'exécution de la musique de gamelan commence d'ailleurs par la frappe du grand gong (gong gede). Le gong est réputé avoir une âme. Traditionnellement à Java, on lui fait des offrandes et on l'encense les jeudi, à la tombée de la nuit. Outre Java et Madura, l'aire du gamelan inclut Bali, où son nom traditionnel est d'ailleurs gong.

## Le keris
À la fois arme et objet spirituel, le keris est souvent considéré comme ayant des pouvoirs magiques. En Occident, on le connaît plutôt comme un "poignard malais". Probablement originaire de Java, le keris se serait répandu ensuite dans le reste de l'archipel, en Malaisie et dans le sud des Philippines. Les plus anciens keris connus ont été fabriqués aux alentours de l’an 1360 apr. J.-C. à Java, soit l'époque du règne du roi Hayam Wuruk de Majapahit.

## Le wayang
Le plus ancien témoignage qu'on ait sur le wayang est une inscription du Xe siècle apr. J.-C. trouvée à Bali. Le mot a la même racine que hyang, qui signifie "divinité", et moyang, "ancêtre". On pense qu'à l'origine, le wayang était associé à des rituels d'évocation des ancêtres. En dehors de Java et Madura, on retrouve une tradition de wayang à Bali et au Kelantan en Malaisie.
À Java, l'argument d'un spectacle de wayang est généralement tiré de l'épopée indienne du Mahabharata. Un spectacle de wayang est en principe un rituel qu'on exécute lors d'événements familiaux comme un mariage ou une circoncision, de manifestations sociales ou même le lancement d'un projet industriel. L'occasion d'un wayang peut être un événement plus particulier, par exemple un ruwetan, cérémonie destinée à conjurer un mauvais sort. Le récit (lakon, de laku, "agir") sera toujours choisi en fonction de l'occasion du spectacle (on retrouve d'ailleurs le mot lakon dans les langues khmère et thaïe pour désigner le récit d'un spectacle). Il existe d'autres sources d'arguments, comme l'autre épopée indienne, le Ramayana, et également des histoires proprement javanaises comme le cycle de Panji.
La forme la plus répandue de wayang est celle des marionnettes plates faites de cuir, le wayang kulit. Il existe aussi une forme en ronde-bosse, le wayang golek. On trouve aussi le wayang klitik, avec marionnettes plates en bois, et une forme pratiquement disparue, le wayang beber avec des figures peintes sur un rouleau de tissu, que l'on déroule au fur et à mesure du décours du récit.  Ces formes sont en usage dans la région de Pacitan, sur la côte sud de l'est de Java.
À partir du wayang s'est aussi développée une forme dansée, le wayang wong. Le wayang wong a à son tour conduit au développement d'un art de la danse que les cours royales de Surakarta et Yogyakarta ont porté à un haut degré de raffinement. D'autres cours princières ont également développé l'art de la danse: Cirebon dans l'ouest de Java, Madura, et surtout Sumedang dans le pays Sunda.

## La musique et la danse

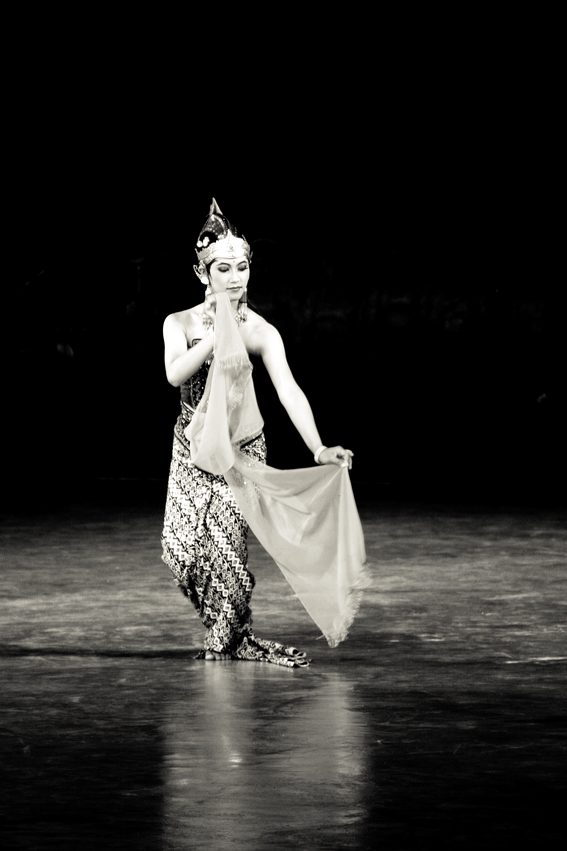
La princesse Sitâ, dans une version dansée javanaise du Ramayana.

L'utilisation du gamelan fait traditionnellement partie du spectacle de wayang, dont la durée est divisée en trois périodes. De vingt et une heures à minuit, le dalang (montreur) expose l'argument, décrit le cadre, et présente les personnages. De minuit à trois heures du matin, le conflit éclate: c'est le gara-gara. La période de trois heures au lever du soleil, vers six heures, est celle du rétablissement de l'harmonie. À chaque période correspond donc une atmosphère, qui est établie par un type de mélodie (que certains appellent "mode", bien que le mot anglais mood, "humeur", soit plus approprié).
Parallèlement à la danse s'est développé un art de la musique qui soutient la performance des danseurs. Selon le rythme de la danse, la musique sera donc mélancolique, dramatique, combative, comique même.
Java et Sunda ont également développé un art du chant, le tembang, notamment sous forme de poèmes chantés tirés des kidung, chansons de geste écrites à partir du XVIe siècle, qui racontent la grandeur de royaumes disparus, des amours malheureuses ou tout simplement la beauté du paysage ou du clair de lune. Le pays Sunda dans l'ouest de Java a porté cet art, le Tembang Sunda, à un haut degré de beauté et de poésie.
Il existe aussi des formes de danses populaires, liées notamment à des moments de la vie villageoise, entre autres la culture du riz. Le culte de Sri, autre nom de Lakshmi, la déesse des moissons de l'hindouisme, est toujours observé à Java, même s'il se heurte à une certaine orthodoxie musulmane. Bien que le nom, qui veut dire "splendeur" en sanscrit, soit d'origine indienne, le mythe est propre à l'archipel indonésien: Sri a été sacrifiée, et les diverses parties de son corps ont donné le riz. Les paysans de Java lui rendent hommage pour obtenir de bonnes récoltes. Celles-ci sont l'occasion de festivités qui s'accompagnent de musique et de danses.
Une autre forme de danse populaire est le tayub, était exécutée autrefois par des troupes itinérantes qui venaient animer les fêtes de village. Une danseuse invite un membre de l'assistance à danser avec elle, puis passe à un autre.

## La littérature
Il existe à Java des versions de l'épopée indienne du Ramayana depuis le IXe siècle. Quant à l'autre grande épopée indienne, le Mahābhārata, on sait qu'une lecture de la version en javanais en est donnée en 996 à la cour du roi Dharmawangsa (règne 990-1016) dans l'est de Jaⱱa.